# Manikpur Sarhat
Manikpur Sarhat è una suddivisoone dell'India, classificata come nagar panchayat, di 14.915 abitanti, situata nel distretto di Chitrakoot, nello stato federato dell'Uttar Pradesh.